# Cezve

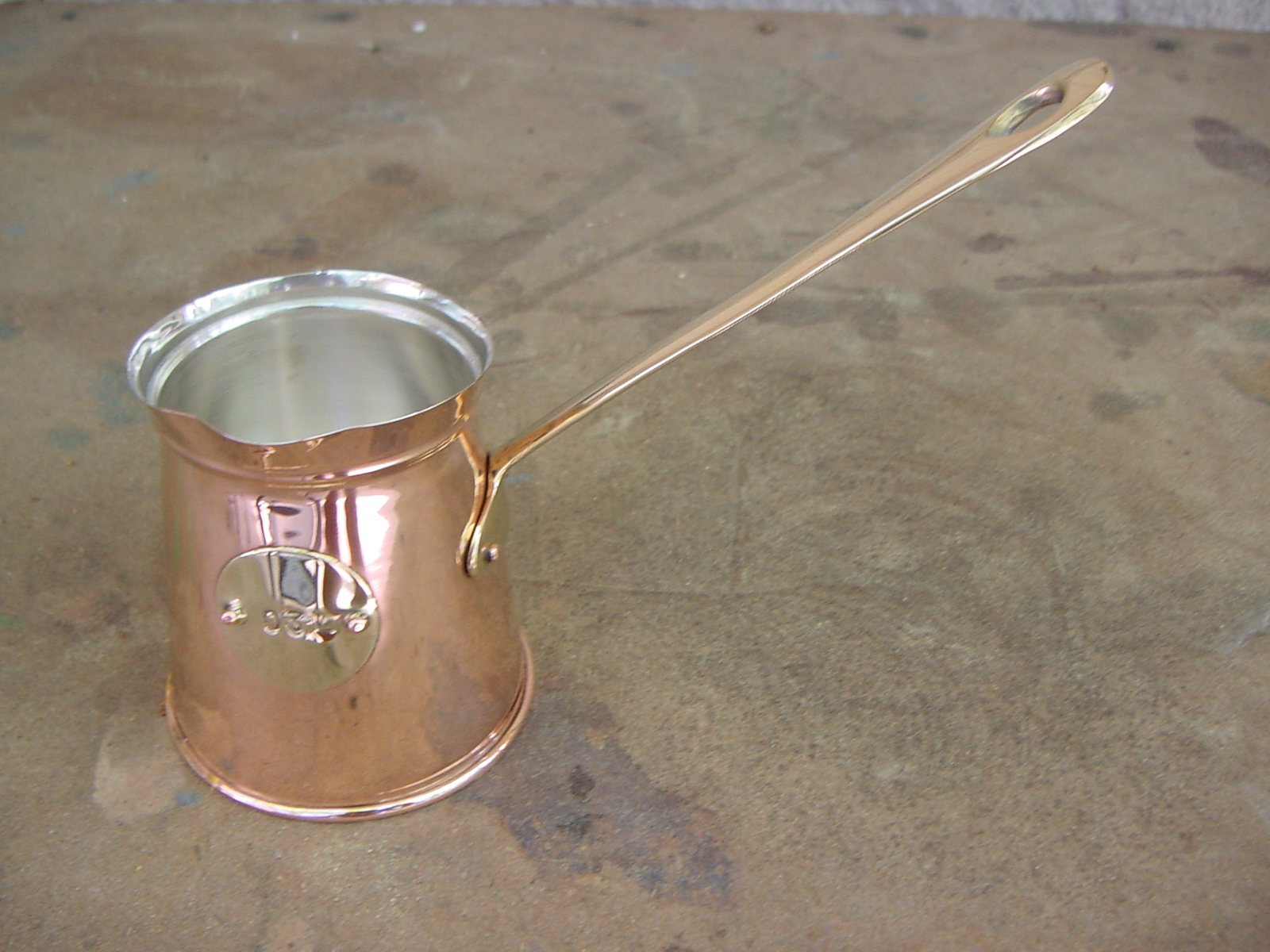
Een cezve

Een cezve is een klein koffiepannetje met een lange steel waarmee één portie Turkse koffie wordt gemaakt. Deze is vooral in gebruik in de Arabische wereld en Turkije maar ook op de Balkan, Rusland en in Armenië. 
In de cezve wordt water, koffie en suiker samengevoegd en boven een vuurtje verhit. Op deze wijze wordt zogenaamde Turkse koffie gemaakt. Als het water een tijdje gekookt heeft laat men de Turkse koffie rusten en na een paar minuten wordt ongeveer de helft van de koffie in de cezve ingeschonken. De andere helft zit vol met koffiedik en resten suiker en is niet bedoeld of geschikt om op te drinken.
Een cezve is tegenwoordig meestal van aluminium en vaak versierd.